# Сосновка (Брестский район)
Сосно́вка (бел. Сасноўка) — посёлок в Брестском районе Брестской области Белоруссии. Входит в состав Чернавчицкого сельсовета. Расположен в 21 км по автодорогам к северо-востоку от центра Бреста, в 6 км по автодорогам к востоку от центра сельсовета, агрогородка Чернавчицы. В посёлке располагался военный городок № 88 «Ивахновичи».

## История
В 1947 году на территорию современной Сосновки приехала артиллерийская часть, позже переименованная в «группу дивизионов с-200». В 1995 году часть была расформирована и военный городок № 88 «Ивахновичи» был переименован в посёлок Сосновка.

## Население
На 1 января 2018 года насчитывался 191 житель в 74 домохозяйствах, из них 37 младше трудоспособного возраста, 119 — в трудоспособном возрасте и 35 — старше трудоспособного возраста.

## Инфраструктура
В посёлке находятся Ивахновичский ФАП, магазин, действуют несколько производств.